# Meike Stoverock
Meike Stoverock, zeitweise auch Meike Lobo, (* 19. August 1974 in Göttingen) ist eine deutsche Bloggerin, Krimi- und Sachbuchautorin.

## Leben und Werke
Stoverock studierte von 1994 bis 2001 an der Universität Hamburg Biologie mit den Schwerpunkten Zoologie, Evolutionsökologie und Naturschutz und schloss mit dem Diplom ab. 2002 bis 2005 schrieb sie eine Doktorarbeit im Bereich Parasitologie/Epidemiologie an der Tierärztlichen Hochschule Hannover.
Als Bloggerin verfasste sie eine biologische Kolumne im Outdoor-Magazin Walden. 

### Female Choice (2021)
Mit Female Choice. Vom Anfang und Ende der männlichen Zivilisation veröffentlichte Stoverock im Februar 2021 ein erstes Sachbuch, in der sie sich mit der Fortpflanzungsstrategie unter Menschen auseinandersetzt und fordert, mit der „männlichen“ Zivilisation, die ihrer Ansicht nach erst seit der Sesshaftwerdung existiere, zu brechen. Diese habe nämlich damals die Institution der Ehe geschaffen, um der breiten Masse an Männern den Zugang zu Sex zu sichern und so männliche Sexualkonkurrenz einzudämmen. Dies habe jedoch der Natur widersprochen, weil dadurch das laut Stoverock zuvor vorherrschende Prinzip der „Female Choice“ unterdrückt worden sei, wonach sich 80 Prozent der Frauen nur für 20 Prozent der Männer entscheiden würden. Durch die Antibabypille und steigende Frauenemanzipation gewinne die „Female Choice“ in der westlichen Welt allerdings wieder an Bedeutung, sodass in Zukunft viele Männer keine Partnerin mehr finden würden. Als Beispiel erwähnt Stoverock Norwegen, wo sich der Anteil kinderloser Männer in den vorangegangenen 30 Jahren von zwölf auf 23 Prozent erhöht hat. Auch sieht sie Verbindungen zum Phänomen der Incels. Da „friedliches Zusammenleben und hohe Sexualkonkurrenz“ einander ausschließen würden, lehnt sie jedoch eine Rückkehr zur „Female Choice“ in Reinform ab und plädiert dafür, unfreiwillig sexuell enthaltsam lebenden Männern die sexuelle Betätigung mit von Krankenkassen mitfinanzierten Prostituierten im Rahmen einer liberalisierten und entkriminalisierten Prostitution und Sexrobotern zu ermöglichen. Das Auffangen dieser Männer begründet sie auch mit der Annahme, dass diese sonst „häufig rechtskonservative Parteien“ wählen würden, „die an der patriarchalen Ordnung festhalten“. Ebenfalls sollte bereits Jungen beigebracht werden, dass es der Normalfall sei, wenn sie keine Partnerin finden.
Monika Dittrich urteilte im Deutschlandfunk, das Buch sei „aufwühlend [...]“, „radikal“ und provoziere. Stoverock argumentiere „klug“. Das Buch rege an, „völlig neu über das Verhältnis von Männern und Frauen nachzudenken und auch: zu streiten.“
Marlen Hobrack hält das Buch in Der Freitag zwar für „leichtfüßig und verständlich“, die biologischen Zusammenhänge seien jedoch „auch spekulativ“. Insbesondere aus feministischer Perspektive sei gegen die Thesen einzuwenden, dass beim Menschen beobachtete Verhaltensweisen nicht zwangsläufig auf biologische Ursachen zurückzuführen sein müssen, sondern auch kulturell bedingt sein können. Sie zieht außerdem Parallelen zum konservativen Psychologen Jordan Peterson, der eine „männliche Suprematie“ mit ähnlichen biologischen Zusammenhängen „wissenschaftlich“ zu untermauern versuche, allerdings unterscheide sich Stoverock insofern von Peterson, dass sie keine „männliche Suprematie“ anstrebe.
In der FAS kritisiert Helena Raspe die Behauptung, wonach das  „‚female choice‘-Muster bis heute in unserer DNA gespeichert“ sein solle. Sie hält diese Behauptung für unbelegt; Stoverock nenne lediglich Indikatoren, aber keine Beweise. In einigen Bereichen des Buches argumentiere sie zudem „unwissenschaftlich und beschränkt sich auf simplifizierende Polemik“. Sie kritisiert ferner, dass Stoverock das Incel-Phänomen einzig auf fehlende „sexuelle Erfahrungen“ zurückführe und dabei den Wunsch nach „Wertschätzung und Intimität“ übersehe.
Anselm Neft sieht in der Berliner Zeitung Stoverocks Versuch, das Patriarchat zu erklären, als „gekonnt gescheitert“ an. In Anlehnung an den Historiker Wolfgang Behringer bewertet er die Hexenverfolgung nicht wie Stoverock als von der Obrigkeit systematisch geleitete Gewaltwelle gegen Frauen, sondern als Graswurzelbewegung, und sieht im Monotheismus von Christentum und Islam eher eine Stärkung der Rechte der Frauen im Vergleich zur Antike. Ihre Interpretation der weiblichen Figurinen der Steinzeit als Pornomaterial für Männer findet er nicht plausibel. Er sieht in der männlichen Erfindung der Ehe einerseits und dem männlichen Trieb, den Samen möglichst weit streuen zu wollen andererseits, einen Widerspruch, weshalb er fragt, ob das Incel-Problem wirklich auf Triebstau zurückzuführen sei, und nicht vielmehr, wie es die Patriarchatsforscherin Gabriele Uhlmann erklärt, auf Selbstwertprobleme, Anspruchshaltung und den Wunsch nach Zugehörigkeit. In Anlehnung daran kritisiert er, Stoverock würde keine Belege dafür liefern, dass Männer vor der Emanzipation weniger gewalttätig gewesen seien und die Ehe die Männer friedlich gemacht hätte. Er greift auch Uhlmanns Hinweise auf, dass Stoverocks Ansicht, Männer würden ohne Sex eher zu Gewalt und Vergewaltigung neigen, fragwürdig sei und dass in jungsteinzeitlichen Siedlungen wie Çatal Höyük auch nach Jahrtausenden der Sesshaftigkeit Gleichberechtigung geherrscht habe. Das Buch illustriere aber trotz aller Schwächen, dass Feministinnen Kultur und Biologie, Geistes- und Naturwissenschaften miteinander in Diskurs setzen sollten.

### Ein Fall für Skarabäus Lampe
„Ein Fall für Skarabäus Lampe“ ist eine Krimi-Fantasy-Buchreihe, die seit 2022 beim Verlag Klett-Cotta erscheint. Die Serie spielt in der fiktiven Stadt Überstadt, einer anthropomorphen Tierwelt, in der Tiere wie Menschen leben, Kleidung tragen und komplexe soziale Strukturen bilden. Protagonist ist der Hase Skarabäus Lampe, ein exzentrischer Detektiv und Hobby-Entomologe, der von seinem ehemaligen Kindermädchen Helene Pick (ein Huhn) und dem Straßenkater Teddy unterstützt wird. Die Bücher verbinden klassische Krimi-Elemente wie „Whodunit“- und „Locked-Room“-Mysteries mit gesellschaftskritischen Themen wie Armut, Korruption und sozialer Ungleichheit.  

#### Band 1: Das Strahlen des Herrn Helios (2022)
Im Debüt der Reihe ermittelt Skarabäus Lampe im Mordfall des Zirkusdirektors Helios, eines Löwen, der unter mysteriösen Umständen getötet wurde. Die städtische Polizei, dargestellt durch Hundewachen mit skurrilen Bananen als Waffen, beschuldigt voreilig den Gorilla Dante. Lampe deckt jedoch Fehler in den Ermittlungen auf und entlarvt ein Netz aus Motiven unter den Zirkusmitgliedern, darunter ein messerwerfendes Stachelschwein und ein tragischer Pfau. Parallel wird die Beziehung zu Teddy vertieft, den Lampe wie einen Sohn liebt, und die Welt Überstadts mit Steampunk-Elementen wie Röhrenpost und amphibischen Fischbewohnern eingeführt.  

#### Band 2: Tod im Museum (2023)
Der zweite Band thematisiert den plötzlichen Tod von Skarabäus’ Vater, einem berühmten Archäologen, und einen weiteren Mord während der Trauerfeier im Museum. Während die Stadt von Arbeiterprotesten gegen soziale Missstände erschüttert wird, ermittelt Lampe in einem „Locked-Room“-Mystery unter acht Verdächtigen, darunter Wissenschaftler und Politiker. Die Handlung verbindet die Aufklärung der Verbrechen mit einer Auseinandersetzung über koloniale Ausbeutung und die Vernachlässigung armer Stadtviertel. Zudem werden Lampes traumatische Kindheit und das schwierige Verhältnis zu seinem Vater beleuchtet, was der Figur psychologische Tiefe verleiht.  

#### Serienmerkmale und Rezeption
Die Reihe besticht durch kreative Weltbuilding-Elemente wie technologische Anpassungen für Landgänger-Fische oder „Liebesläuse“ als Spionagewerkzeuge. Stoverock, die selbst Evolutionsbiologie studierte, integriert ökologische und gesellschaftspolitische Themen in die Handlung, etwa die Kritik an Machtstrukturen und Ausgrenzung. Lob erhalten die originellen Charaktere und der humorvolle Stil, während Kritik sich auf teils vorhersehbare Plots oder ein langsameres Erzähltempo im zweiten Band bezieht.

## Privates
Bis 2020 war sie mit dem Blogger Sascha Lobo verheiratet, sie trug während der Ehe seinen Nachnamen.

## Veröffentlichungen
- Verteilungsmuster pathogener Borrelien in ihren natürlichen Vektoren Ixodes ricinus in Norddeutschland: Nachweisverfahren auf PCR-Basis. Dissertation Universität Hannover 2005 (Digitalisat).
- Female Choice. Vom Anfang und Ende der männlichen Zivilisation. Tropen, Stuttgart 2021, ISBN 978-3-608-50480-4.[16]
- Das Strahlen des Herrn Helios. Klett-Cotta 2022, ISBN 978-3-608-98666-2
- Tod im Museum. Klett-Cotta 2023, ISBN 978-3-608-98706-5